# Mosomane
Mosomane, también conocido como Artisia o Artesia, es un pueblo ubicado en el Distrito de Kgatleng, al sureste de Botsuana. Se encuentra a unos 55 kilómetros al norte de Mochudi, a lo largo de la carretera que une a la capital de Botsuana, Gaborone, con la ciudad de Mahalapye. Según el censo del año 2011, la población era de 2 365 habitantes.